# Prasophyllum fitzgeraldii
Prasophyllum fitzgeraldii är en orkidéart som beskrevs av Richard Sanders Rogers och Joseph Henry Maiden. Prasophyllum fitzgeraldii ingår i släktet Prasophyllum och familjen orkidéer.
Artens utbredningsområde är Sydaustralien. Inga underarter finns listade i Catalogue of Life.